# Фалични пансион
Фалични пансион (енгл. Fawlty Towers) је британски ситком, који су креирали Џон Клиз и Кони Бут, премијерно емитован од 1975. до 1979. године. Састоји се од две сезоне од по шест епизода. Серија је заузела прво место на листи 100 најбољих британских телевизијских програма коју је саставио Британски филмски институт 2000. године, а 2019. године комисија стручњака за комедију, коју је саставио Radio Times, прогласила ју је за најбољи британски ТВ ситком.
Радња серије смештена је у хотел у приморском граду Торкију на енглеској ривијери. Серија је усредсређена на напетог, непристојног и поводљивог власника Базила Фолтија (Џон Клиз), његову заповедничку супругу Сибил (Прунела Скејлс), разумну собарицу Поли (Кони Бут) која је често глас разума, и несрећног шпанског конобара Мануела (Ендру Закс). Они покушавају да воде хотел усред фарсичних ситуација и низа захтевних и ексцентричних гостију и продаваца.
Идеја о серији добио је Клиз након што је одсео у једном хотелу у Торкију 1970. године (заједно са остатком трупе Монти Пајтон), где је упознао ексцентричног власника хотела Доналда Синклера. Уштогљени и снобовски Синклер се према гостима понашао као да му сметају у вођењу хотела (конобарица која је радила за њега изјавила је: „Као да није желео да гости буду тамо.”). Синклер је био инспирација за Клизов лик Базила Фолтија.
Године 1976. и 1980. Фалични пансион је освојио телевизијску награду Британске академије за најбољу комедију по сценарију. Године 1980. Клиз је добио телевизијску награду Британске академије за најбољу забавну изведбу, а у анкети коју је 2001. спровео Channel 4, Базил Фолти се нашао на другом месту листе 100 најбољих ТВ ликова. Популарност серије је опстала до данас и често се репризира.

## Премиса
Серија се фокусира на посао и незгоде хотелијера Базила Фолтија, његове осорне супруге Сибил, као и на њихових запослених: конобара Мануела, Поли Шерман и, у другој серији, кувара Терија. Епизоде се обично врте око Базилових напора да „побољша слику” свог хотела и његове све веће фрустрације због бројних компликација и грешака, како његових тако и туђих, које га спречавају у томе.

## Улоге
| Глумац         | Улога                   |
| -------------- | ----------------------- |
| Џон Клиз       | Базил Фолти             |
| Прунела Скејлс | Сибил Фолти             |
| Кони Бут       | Поли Шерман             |
| Ендру Закс     | Мануел                  |
| Брајан Хол     | Тери Хјуз               |
| Балард Беркли  | мајор Говен             |
| Гили Флауер    | госпођица Агата Тибс    |
| Рене Робертс   | госпођица Урсула Гетсби |

## Епизоде
| Сезона | Сезона | Епизоде | Епизоде | Оригинално емитовање | Оригинално емитовање |
| Сезона | Сезона | Епизоде | Епизоде | Премијера            | Финале               |
| ------ | ------ | ------- | ------- | -------------------- | -------------------- |
|        | 1.     | 6       | 6       | 19. септембар 1975.  | 24. октобар 1975.    |
|        | 2.     | 6       | 6       | 19. фебруар 1979.    | 25. октобар 1979.    |